# Touch rugby masculino en los Juegos del Pacífico 2015
El Touch rugby masculino en los Juegos del Pacífico 2015 se llevó a cabo entre el 3 y el 7 de julio de 2015 en el Complejo Bisini de Port Moresby con la participación de 7 selecciones de Oceanía.
El anfitrión Papúa Nueva Guinea venció en la final a Samoa para ganar la medalla de oro.

## Fase eliminatoria
| Papúa Nueva Guinea                                | 6 | 6 | 0 | 0 | 102 | 12 | +90 |
| Samoa                                             | 6 | 5 | 0 | 1 | 75  | 24 | +51 |
| Islas Cook                                        | 6 | 3 | 1 | 2 | 41  | 40 | +1  |
| Islas Salomón                                     | 6 | 2 | 1 | 3 | 31  | 48 | -17 |
| Tonga                                             | 6 | 2 | 0 | 4 | 25  | 45 | -20 |
| Tuvalu                                            | 6 | 2 | 0 | 4 | 25  | 60 | -35 |
| Kiribati                                          | 6 | 0 | 0 | 6 | 17  | 87 | -70 |
| Los 4 primeros lugares avanzan a las semifinales. |   |   |   |   |     |    |     |

| Equipo 1           | Resultado | Equipo 2           |
| ------------------ | --------- | ------------------ |
| Kiribati           | 1-24      | Papúa Nueva Guinea |
| Islas Salomón      | 4-6       | Tonga              |
| Papúa Nueva Guinea | 17-2      | Islas Cook         |
| Samoa              | 10-3      | Tonga              |
| Kiribati           | 2-8       | Islas Salomón      |
| Islas Salomón      | 1-19      | Papúa Nueva Guinea |
| Kiribati           | 4-23      | Samoa              |
| Tonga              | 5-6       | Tuvalu             |
| Islas Cook         | 4-4       | Islas Salomón      |
| Papúa Nueva Guinea | 10-7      | Samoa              |
| Tuvalu             | 3-11      | Islas Cook         |
| Islas Cook         | 8-3       | Tonga              |
| Samoa              | 13-4      | Islas Salomón      |
| Tuvalu             | 11-2      | Kiribati           |
| Samoa              | 8-2       | Islas Cook         |
| Kiribati           | 3-7       | Tonga              |
| Samoa              | 14-1      | Tuvalu             |
| Tuvalu             | 0-18      | Papúa Nueva Guinea |
| Islas Cook         | 14-5      | Kiribati           |
| Papúa Nueva Guinea | 14-1      | Tonga              |
| Islas Salomón      | 10-4      | Tuvalu             |

## Fase final

### Semifinales
| Equipo 1      | Resultado | Equipo 2           |
| ------------- | --------- | ------------------ |
| Islas Cook    | 3-9       | Samoa              |
| Islas Salomón | 2-17      | Papúa Nueva Guinea |

### Medalla de bronce
| Equipo 1   | Resultado | Equipo 2      |
| ---------- | --------- | ------------- |
| Islas Cook | 18-4      | Islas Salomón |

### Medalla de oro
| Equipo 1           | Resultado | Equipo 2 |
| ------------------ | --------- | -------- |
| Papúa Nueva Guinea | 8-7       | Samoa    |